# Petruskirche (Hamburg-Lokstedt)

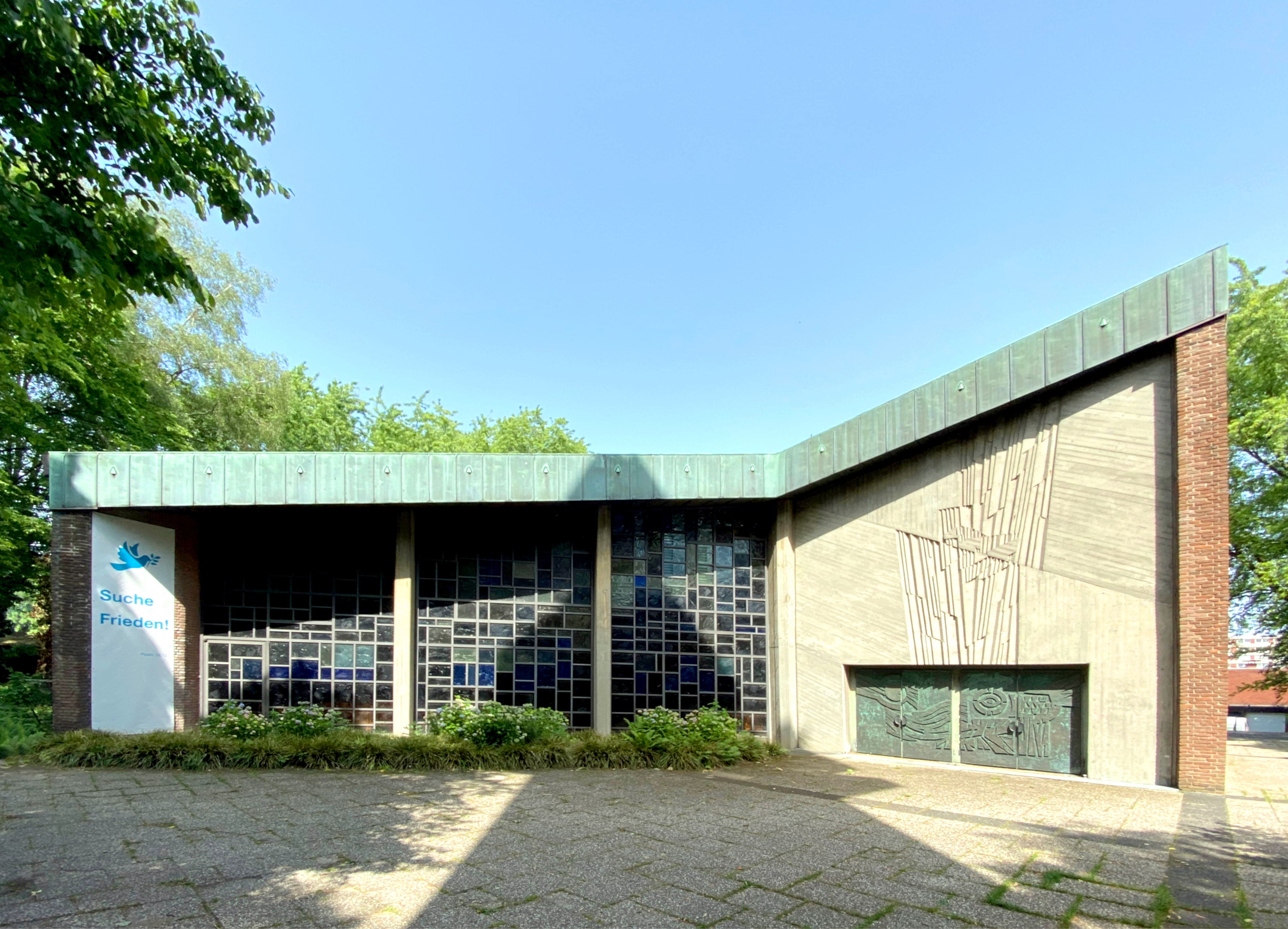
Eingang und Fensterfront von außen

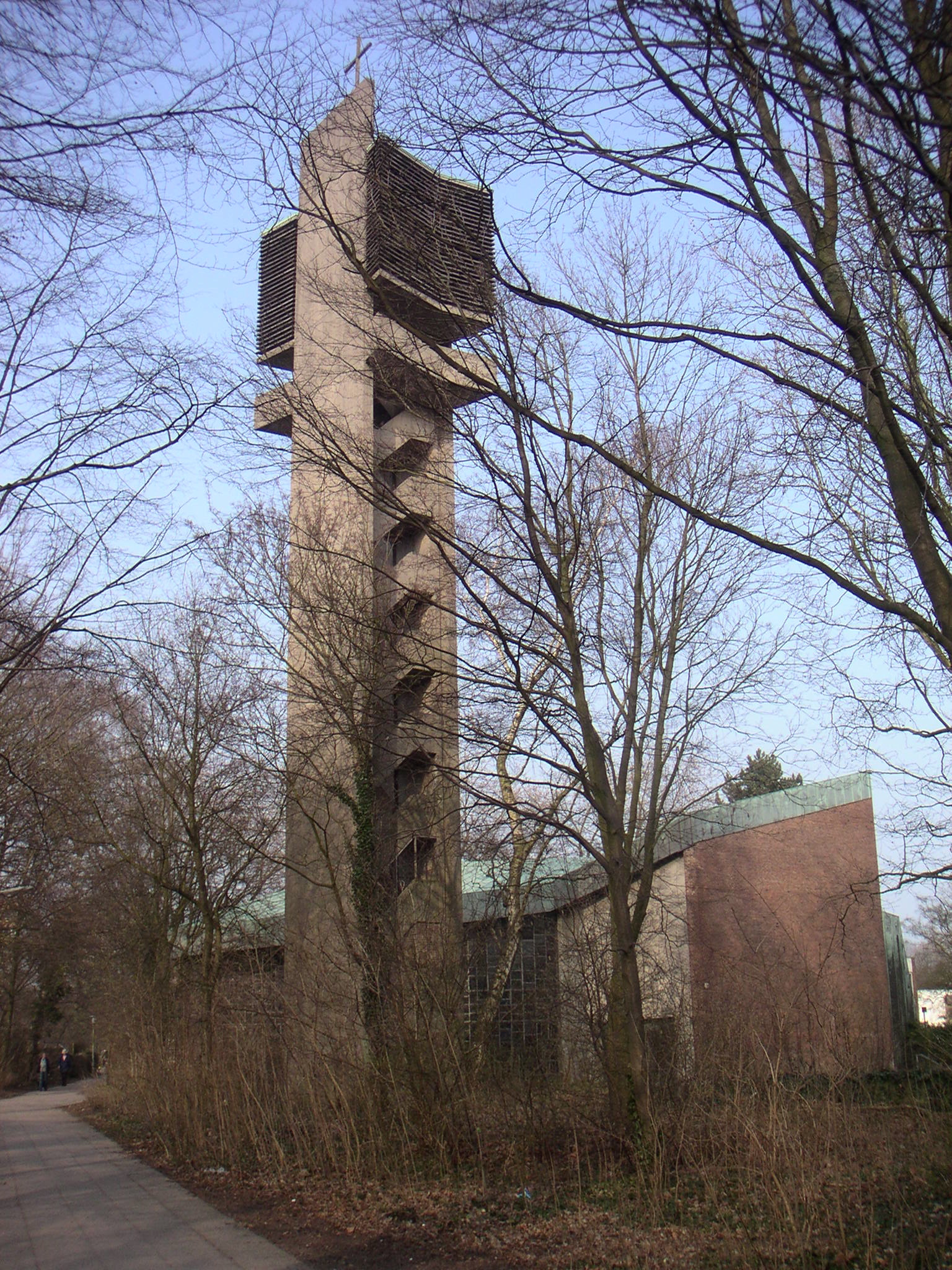
Glockenturm

Die evangelisch-lutherische Petruskirche in Hamburg-Lokstedt ist der einzige Kirchenbau des  Architekten Gert Pempelfort in Hamburg.

## Bau und Geschichte der Kirche
Die Kirche wurde am 27. Oktober 1968 eingeweiht. Errichtung und Planung der Kirche erfolgten, als bereits feststand, dass im südlichen Lokstedt die Lenzsiedlung gebaut werden würde, für die man die Petruskirche als Teil der Nahversorgung vorsah.
Bis 1996 war die Petruskirche das Zentrum einer eigenständigen Kirchengemeinde. Während des folgenden Umstrukturierungsprozesses der Lokstedter Kirchengemeinden gab es zwischenzeitlich Überlegungen, die Kirche ganz zu schließen. In den folgenden Jahren konzentrierte die neue Lokstedter Kirchengemeinde ihre Arbeit auf die Gebäude rund um die Christ-König-Kirche, gab das alte Gemeindehaus der Petruskirche auf, baute die Petruskirche für eine bessere Nutzungsvielfalt um und teilt sich das Gebäude heute mit der koreanischen Gemeinde in Hamburg.

## Ausstattung
Das auffälligste Element der Kirche ist der 28 m hohe eigenwillig gestaltete Turm. Der Haupteingang befindet sich auf der Westseite und zeigt mit dem Betonrelief im Giebel und der Gestaltung der Türen zwei stilisierte Darstellungen. Das Bronzerelief auf der Tür zeigt die Schöpfungsgeschichte, das Betonrelief im Giebel das Lamm Gottes. Beide Reliefs stammen von der Künstlerin Nanette Lehmann.
Der auf 230 Plätze ausgelegte Innenraum der Kirche ist insgesamt schlicht und klar gestaltet und wird von den farbigen Glasfenstern der Westwand dominiert. Die Nordwand hinter dem Altar ist eine Backsteinwand, vor der der Altar steht, auf dem sich sechs Leuchter und ein Kreuz befinden. Die bronzene Taufe fertigte Heinz Neumann, sie zeigt einen Kreis von stilisierten Kindern, die gemeinsam das Becken tragen.
Seit Ostern 1971 verfügt die Kirche über eine Orgel aus der Werkstatt von Detlef Kleuker. Sie wurde so ausgelegt, dass Orgelmusik bis hin zur Moderne gespielt werden kann. Ihre Disposition besitzt 39 Register.
| I Hauptwerk C– |                 |       |
| 1.             | Prinzipal       | 8′    |
| 2.             | Rohrflöte       | 8′    |
| 3.             | Oktave          | 4′    |
| 4.             | Offenflöte      | 4′    |
| 5.             | Nasard          | 2 ⁄3′ |
| 6.             | Waldflöte       | 2′    |
| 7.             | Rauschpfeife II | 2′    |
| 8.             | Mixtur VI       | 1 ⁄3′ |
| 9.             | Dulzian         | 16′   |
| 10.            | Trompete        | 8′    |
|                | Tremulant       |       |

| II Schwellwerk C– |                 |       |
| 11.               | Gedeckt         | 16′   |
| 12.               | Koppelflöte     | 8′    |
| 13.               | Salicional      | 8′    |
| 14.               | Voix Céleste    | 8′    |
| 15.               | Prinzipal       | 4′    |
| 16.               | Gemshorn        | 4′    |
| 17.               | Oktave          | 2′    |
| 18.               | Sifflöte        | 1 ⁄3′ |
| 19.               | Sesquialtera II |       |
| 20.               | Aliquot III     | 1 ⁄7′ |
| 21.               | Scharffmixtur V | 1 ⁄3′ |
| 22.               | Hautbois        | 8′    |
|                   | Tremulant       |       |

| III Brustwerk C– |                 |    |
| 23.              | Gedackt         | 8′ |
| 24.              | Rohrflöte       | 4′ |
| 25.              | Prinzipal       | 2′ |
| 26.              | Terzian II      |    |
| 27.              | Scharfzimbel IV |    |
| 28.              | Vox humana      | 8′ |
|                  | Tremulant       |    |

| Pedal C– |              |         |
| 29.      | Prinzipal    | 16′     |
| 30.      | Subbass      | 16′     |
| 31.      | Quintbass    | 10 2⁄3′ |
| 32.      | Oktavbass    | 8′      |
| 33.      | Gedacktbass  | 8′      |
| 34.      | Choralbass   | 4′      |
| 35.      | Nachthorn    | 2′      |
| 36.      | Hintersatz V | 2 ⁄3′   |
| 37.      | Posaune      | 16′     |
| 38.      | Trompete     | 8′      |
| 39.      | Schalmei     | 4′      |

- Koppeln: I/II, I/III, II/III, I/P, II/P, III/P
- Spielhilfen: 4 freie Kombinationen, 2 freie Pedalkombinationen, Crescendowalze, Walze ab, Tutti, Zungen ab, Manual 16' ab, Handregister zu freier Kombination, Auslöser, Koppeln aus Walze